# Imperial Air Cargo
Imperial Air Cargo — південноафриканська вантажна авіакомпанія зі штаб-квартирою в Йоганнесбурзі (ПАР), що виконує вантажні авіаперевезення по внутрішніх маршрутах місцевого значення.

## Історія
Авіакомпанія Imperial Air Cargo була утворена в 2006 році і почала операційну діяльність 1 серпня того ж року. Компанія працює на внутрішніх перевезеннях в ПАР, однак розглядає можливість виходу на міжнародний ринок, зокрема в Європу.
70 % власності Imperial Air Cargo належить південноафриканської авіакомпанії Safair, решта 30 % — іншому авіаперевізнику країни Comair (30 %).

## Маршрутна мережа
У березні 2007 року авіакомпанія Imperial Air Cargo працювала на наступних напрямках вантажний мережі перевезень:
- Йоганнесбург
- Кейптаун
- Дурбан
- Порт-Елізабет

## Флот
Станом на 24 вересня 2008 року повітряний флот авіакомпанії Imperial Air Cargo складали наступні літаки:
- 3 Boeing 727-200F (лізинг з авіакомпанії Safair)